# New Mexico Bowl 2022
Match précédent Match suivant
Le New Mexico Bowl 2022 est un match de football américain de niveau universitaire joué après la saison régulière de 2022, le 17 décembre 2022 au University Stadium situé à Albuquerque dans l'État du Nouveau-Mexique aux États-Unis. 
Il s'agit de la 17e édition du New Mexico Bowl.
Le match met en présence l'équipe des Mustangs de SMU issue de la American Athletic Conference et l'équipe indépendante des Cougars de BYU.
Il débute vers 17 h 30 locales (23 h 30 en France) et est retransmis à la télévision par ABC.
BYU gagne le match sur le score de 24 à 23. 

## Présentation du match
Les deux équipes ont terminé leur saison régulière en force, SMU remportant ses quatre derniers matchs et BYU ses trois derniers matchs. Elles doivent néanmoins se passer de plusieurs joueurs importants blessés, s'étant inscrits sur le portail des transferts de la NCAA ou ayant décidé de ne pas jouer avant de se présenter à la prochaine draft de la NFL.
| Équipes                                                                                         | Couleurs | Conférences | Entraîneurs                     | Stats. saison rég. | Classements avant le bowl | Classements avant le bowl | Classements avant le bowl |
| ----------------------------------------------------------------------------------------------- | -------- | ----------- | ------------------------------- | ------------------ | ------------------------- | ------------------------- | ------------------------- |
| Équipes                                                                                         | Couleurs | Conférences | Entraîneurs                     | Stats. saison rég. | CFP                       | AP                        | Coaches                   |
| Mustangs de SMU                                                                                 |          | AAC         | Rhett Lashlee (en) (1re saison) | 7 - 5              | NC                        | NC                        | NC                        |
| Cougars de BYU                                                                                  |          | Ind.        | Kalani Sitake (en) (7e saison)  | 7 - 5              | NC                        | NC                        | NC                        |
| - Arbitre : Ted Pitts (Sun Belt) - Équipe donnée favorite par les bookmakers : SMU par 4 points |          |             |                                 |                    |                           |                           |                           |

Il s'agit de la 4e rencontre entre les deux équipes, BYU ayant remporté les trois matchs précédents :
| Saison | Date              | Vainqueur | Score   | Perdant | Compétition       |
| ------ | ----------------- | --------- | ------- | ------- | ----------------- |
| 1997   | 27 septembre 1997 | BYU       | 19 - 16 | SMU     | Saison régulière  |
| 1996   | 28 septembre 1996 | BYU       | 31 - 03 | SMU     | Saison régulière  |
| 1980   | 19 décembre 1980  | BYU       | 46 - 45 | SMU     | Holiday Bowl 1980 |

### Mustangs de SMU
Avec un bilan global en saison régulière de 7 victoires et 5 défaites (5-3 en matchs de conférence), Southern Methodist est éligible et accepte l'invitation pour participer au New Mexico Bowl 2022.
Les Mustangs sont privés des services du wide receiver Rashee Rice (en) (blessé à un doigt de pied) et de l'offensive lineman Jaylon Thomas (blessé à une épaule) lesquels ont également décidé de se présenter à la prochaine draft de la NFL
L'équipe a terminé 4e de l'American Athletic Conference derrière #16 Tulane, UCF et Cincinnati.
À l'issue de la saison 2022 (bowl non compris), ils n'apparaissent pas dans les classements CFP, AP et Coaches.
Il s'agit de leur première participation au New Mexico Bowl.
| Logo     | Postes                                              | Joueurs                                             | Statistiques                                                      |
| -------- | --------------------------------------------------- | --------------------------------------------------- | ----------------------------------------------------------------- |
|          | Quarterback                                         | Tanner Mordecai                                     | 261/406 passes réussies pour 3 306 yards, 31 TDs, 9 interceptions |
| Coureur  | Tyler Lavine                                        | 119 courses pour 551 yards nets gagnés et 9 TDs     |                                                                   |
| Receveur | Rashee Rice                                         | 96 réceptions pour 1 355 yards et 10 TDs            |                                                                   |
| Effectif | Listing et statistiques du roster 2022 des Mustangs | Listing et statistiques du roster 2022 des Mustangs |                                                                   |

### Cougars de BYU
Avec un bilan global en saison régulière de 7 victoires et 5 défaites, Brigham Young est éligible et accepte l'invitation pour participer au New Mexico Bowl 2022.
Le match est le dernier de BYU en tant qu'équipe indépendante puisqu'elle rejoindra la Big 12 Conference en 2023.
Bien que blessé à la cheville depuis son match contre Stanford, le quarterback Jaren Hall (en) espérait participer au match bien qu'il ait été limité lors des entraînements avant le bowl (il ne jouera finalement pas). L'équipe est néanmoins privée de plusieurs joueurs lesquels se sont inscrits sur le portail des transferts de la NCAA après la saison régulière et notamment le linebacker Keenan Pili.
Ils terminent 3e des équipes Indépendantes derrière Liberty et #21 Notre Dame.
À l'issue de la saison 2022 (bowl non compris), ils n'apparaissent pas dans les classements CFP, AP et Coaches.
Il s'agit de leur 2e participation au New Mexico Bowl :
| Saison | Date             | Vainqueur | Score   | Finaliste        | Bilan     |
| ------ | ---------------- | --------- | ------- | ---------------- | --------- |
| 2010   | 18 décembre 2010 | BYU       | 52 - 24 | Miners de l'UTEP | V : 1 - 0 |

| Logo     | Postes                                             | Joueurs                                            | Statistiques                                                      |
| -------- | -------------------------------------------------- | -------------------------------------------------- | ----------------------------------------------------------------- |
|          | Quarterback                                        | Jaren Hall                                         | 248/378 passes réussies pour 3 171 yards, 31 TDs, 6 interceptions |
| Coureur  | Christopher Brooks                                 | 111 courses pour 729 yards nets gagnés et 5 TDs    |                                                                   |
| Receveur | Keanu Hill                                         | 36 réceptions pour 372 yards et 7 TDs              |                                                                   |
| Effectif | Listing et statistiques du roster 2022 des Cougars | Listing et statistiques du roster 2022 des Cougars |                                                                   |